# Stauntonia duclouxii
Stauntonia duclouxii là một loài thực vật có hoa trong họ Lardizabalaceae. Loài này được Gagnep. miêu tả khoa học đầu tiên năm 1908.